# Kino Makoto
Kino Makoto (木野 まこと), más néven Sailor Jupiter (セーラージュピター; Sérá Dzsupitá, ’magyar változatban Jupitertündér’) egy kitalált szereplő Takeucsi Naoko Sailor Moon című manga- és animesorozatában. A szereplő már a Sailor Moon sorozat elődjének, a Codename: Sailor V-nek a tervezett OVA-epizódjában is szerepelt volna Csino Mamoru néven, mint egy lánybanda vezetője. Az OVA-epizód soha nem készült el, de Takeucsi megerősítette, hogy Csino Mamoru ötletéből született meg később Kino Makoto. Az anime francia változatában a szereplő nevét Kino Makotóról Marcy Maurane-re változtatták. Az RTL Klub tévécsatornán sugárzott magyar változatban a francia szinkron fordítását követve a lány neve szintén Marcy Maurane volt, hősnőként pedig Jupitertündér néven szerepelt. A sorozat angol nyelvű változatában Makoto neve Lita Kino volt.
A manga és az anime történetében Makoto egy egyenes jellemű és független szellemű fiatal iskoláslány, aki mágikus erők segítségével képes átváltozni a Sailor Jupiter nevű hősnővé. A fiatal lány a Földet védelmező Sailor-csapat egyik tagja, akit a sorozat címszereplője, Cukino Uszagi, vagyis Sailor Moon harmadikként fedezett fel. Takeucsi Makotót a csapat „izomerejének” szánta, így ő a Sailor Moont védelmező harcosok testileg legerősebb tagja. Mágikus ereje és képességei a Jupiter bolygó szimbolikájából eredendően a villámlással és a mennydörgéssel vannak összefüggésben. Makoto független személyisége és a többi korabeli lányhoz képest erős testfelépítése ellenére az az álma, hogy egy nap férjhez menjen és egy kis virágboltot nyisson.

## A szereplő megalkotása és az alapelgondolás
Az eredeti szereplő, melyből Kino Makoto alakja származik a Sailor Moon sorozatot megelőző Codename: Sailor V tervezett OVA-epizódjának egyik szereplője lett volna Csino Mamoru néven. Csino Mamoru egy erős testfelépítésű lány lett volna, egy csak lányokból álló banda vezetője. A szereplő egy másik tervezett vonása, hogy dohányzott volna. Mivel azonban a sorozatot megjelentető magazin, a RunRun megszűnt az OVA-epizód sem készült el. Takeucsi Naoko azonban megerősítette, hogy ez a szereplő képezte Kino Makoto személyiségének és megjelenésének alapjait. A szereplő jelentős változásokon ment keresztül, mire Kino Makoto néven újjászületett, régi nevét pedig, némi változtatással egy másik, ezúttal fiú szereplő, Csiba Mamoru vette át.
Takeucsi a Sailor Moon-sorozat előkészítő fázisában minden Sailor-harcosnak egyedi egyenruhát tervezett. Makoto eredeti Sailor Jupiter ruhájának rövid, top-szerű felsője lett volna melyeket sötét rózsaszín csatos szalagok díszítettek volna. Az öltözékhez könyéken felül érő kesztyű, valamint egy átlátszó védőálarc és kommunikátor is tartozott volna. Ez a korai elképzelés azonban feledésbe merült és Takeucsi később nem is emlékezett, hogy ilyen vázlatokat is készített az új sorozatához. A manga alapján készült animeadaptáció elkészítésekor Takeucsi meghagyta a rajzolóknak, hogy emeljék ki Makoto erősebb testfelépítését és izmosabb legyen mint társai.
Makoto egyes személyes és testi adottságai tudatosan utalnak szerepére és képességire a sorozatban. Csillagjegye a nyilas, mely a nyugati asztrológiában a Jupiter bolygóval van összefüggésben. Makoto vércsoportja 0, ami a japán vércsoport-tipológia szerint optimizmust, barátságosságot és néha hiúságot feltételez. A szereplő családnevét leíró kandzsik is szándékos jelentéssel bírnak. A „ki” (木) fát, a „no” (野) mezőt jelent. Akárcsak a többi Sailor-harcos családnevének első karaktere, az övé is az őt szimbolizáló bolygó kandzsijával kezdődik. Keresztnevét hiraganával írják, ami megnehezíti annak pontos fordítását, de jelentései között szerepel az igazság, a bölcsesség és az őszinteség. A Makoto keresztnevet Japánban általában fiúgyermekek kapják, mely ebben az esetben a fiatal lány kicsit markánsabb, fiús megjelenésére és természetére utal. Teljes neve egy szójáték, melyben a „no”-szótag birtokos formát hoz létre, így nevének olvasata „A fák Makotója” is lehet.

## A szereplő ismertetése
Makotót egyszerre festik le a legnőiesebb lelkű, legrózsaszínebb álmokat dédelgető lányként az egész Sailor csapatból, de ugyanakkor az ő fizikuma a legerősebb és nem rest bevetni, ha úgy érzi, szükség van rá. Gyakorlott a harcművészetekben, ráadásul a japán átlaghoz képest magas is. A vágyálma, hogy férjhez menjen, ha lehet minél hamarabb, és vezethesse a saját virág- és süteményboltját. Rajong a romantikus regényekért, születésnapja december 5-ére esik.
Habár már ő is ugyanabba az iskolába jár, mint Usagi és Ami, de az  iskolai egyenruhája mégis különbözik az övékétől, mert képtelenség volt találni egyet az ő méretében, ezért az iskola meghagyta neki, hogy hordja a régit. Így egyedül az ő iskolai egyenruhájához tartozó szoknyája hosszú, a haja pedig hullámos. Ez mellékesen a szukeban, a huligán lánykák egyik jellemzője volt abban az időszakban, mikor a történet íródott. Azonban, szemben ezekkel a lányokkal, Mako haja természetes. A karakter tervezésének korai szakaszában az írónő Makotót dohányosnak rajzolta, de ez később mégsem került felhasználásra a sorozatban.
Leszámítva a testi erejét, Makoto nagyon gyengéd.
Szereti a lovakat, de utálja a csalókat, vércsoportja 0. Kedvenc színei a zöld és a pink.
Legalább egy exbarátja van, de mindig minden fiú rá, illetve rájuk emlékezteti.
Makoto sailorkosztümje zöld és rózsaszín, rózsa alakú fülbevalói végigkísérik az alakváltást. A manga- és a PGSM-sorozatokban egy potpurri labdácskákból készült övet is visel.
Címei: a védelem harcosa, herkulesi Jupiter, valamint a mennydörgés és bátorság harcosa.
A Makoto nevét leíró kanjik a fa jelentésű (木, ki), és a terület-mező jelentésű (野, no). A keresztneve hiraganával まこと, makoto. Jelenthet igazságot, bölcsességet, és bizalmat, általában férfinév, de ritka esetekben nők is viselik.
Valószínűleg Makoto természetének keményebb, férfiasabb oldalát akarta vele az írónő kihangsúlyozni.
Szensiidentitása nem különbözik a civil formájától.

### Jupiter hercegnő
A Silver Millennium időszaka alatt Sailor Jupiter is hercegnő volt a szülőbolygóján. Azok között volt, akik védhették Serenity hercegnőt a Hold Királyságában. Jupiter hercegnő az Io kastélyban élt és zöld estélyit hordott. Az eredeti mangában Takeucsi Naoko egyszer rajzolta meg így Nephrite karjában, bár kettejük között nincs romantikus kapcsolat.

### Képességei és készségei
Makoto csak akkor képes különleges képességeit bevetni a harcok során, ha előtt átváltozik Sailor-harcossá. Ezt egy különleges eszköz, toll, karkötő, pálca vagy kristály segítségével teheti meg, melyet a levegőbe emel és egy bizonyos mondatot kiált, mely eredetileg a „Jupiter Power, Make-up!” (ジュピター・パワー・メイク・アップ) volt. Ez később, ahogyan újabb és erősebb átváltozási eszközökre és formákra tesz szert „Jupiter Star Power, Make Up!”-ra (ジュピター・スター・パワー・メイク・アップ), „Jupiter Planet Power, Make Up!”-ra (ジュピター・プラネット・パワー・メイク・アップ) és végül „Jupiter Crystal Power, Make Up!”-ra (ジュピター・クリスタル・パワー・メイク・アップ) változik. Makoto látványos átváltozásai során az animében a testét körülvevő elektromosság alakítja ki öltözékét. Ezek az átváltozások nem sokban változnak az újabb eszközök és képességek megszerzése ellenére sem, csupán a háttérképekben és ruhájának apró részleteiben történnek módosítások.
A mangában Makoto első Sailor Jupertként elsajátított első két támadása a „Flower Hurricane” (フラワー・ハリケーン) és a „Jupiter Thunderbolt” (ジュピター・サンダーボルト) volt. Ez első növény, a második elektromosság alapú, melyek a mangát követő animeapadtációban ugyan nem, de a későbbi élőszereplős sorozatban mindkettő helyet kapott. Képességeiben a hangsúly igen gyorsan az elektromosság használata felé tolódott és a növény alapú képességei a háttérbe szorultak, nem csak az eredeti műben, de annak többi adaptációjában is. A villámokon alapuló támadásai a „Supreme Thunder” (シュープリーム・サンダー), valamint a csak az animében látható „Supreme Thunder Dragon” (シュープリーム・サンダー・ドラゴン), és a „Super Supreme Thunder” (スーパー・シュープリーム・サンダー). Annak ellenére, hogy támadásaihoz elektromosságot használ, ő maga sem ellenálló annak erejével szemben és akár meg is ölheti. A második nagyobb történetben szerzi meg a „Sparkling Wide Pressure” (スパークリング・ワイド・プレッシャー) nevű támadását, mely a „Jupiter Coconut Cyclone” (ジュピター・ココナット・サイクロン) mellett sokáig az elsődleges fegyvere marad a sorozatban. A Jupiter Coconut Cyclone-támadás a mangán kívül csak videojátékokban és a sorozat alapján készült musicalben volt látható. Miután megszerzi a „Tölgylevél” (オークの葉) nevű talizmánt, melyet a mangában a „villám és mennydörgés jelének” neveznek, Makoto képes lesz bevetni a „Jupiter Oak Evolution” (ジュピター・オーク・エボリューション) nevű támadást, mely szintén egy növény alapú képessége.
A mangában a Jupiterkristály és a Tölgylevél a legerősebb mágikus tárgyak, amiket Makoto birtokol. Az előbbi az ő Sailor-kristálya, minden erejének és hatalmának forrása, melynek fontosabb szerepe csak az ötödik nagyobb történetben van. Az élőszereplős sorozatban egy tamburinra emlékeztető, „Sailor Star Tambourine” (セーラー スター タンバリン) nevű fegyvert is birtokol. Aino Minako, vagyis Sailor Venus macskája, Artemis a csapat minden tagjának adott egy hasonló eszközt, melyet a harcosok támadásaik erejének megnövelésére használhattak, de a harcok során Makoto akár egy lándzsává is át tudta változtatni. Makoto rózsafejet mintázó rózsaszín fülbevalói talán még jobban a szereplő védjegyévé váltak mint bármelyik támadása vagy eszköze. Ezeket a fülbevalókat „civilben” és Sailor-harcosként is viseli.

## Kritikák és a szereplő megítélése
Kino Makotót és Sailor Jupitert a Kodansha hivatalos Sailor Moon népszerűségi szavazásain két különböző szereplőként kezelték. 1993-ban 152 992 olvasó beérkezett szavazta alapján összeállított toplistán Sailor Jupiter az ötödik, Makoto a tizenegyedik helyre került. A szavazók ekkor harmincnyolc szereplő közül választhattak. Egy évvel később, 1994-ben ezúttal negyvenhét szereplő közül és 214 052 beérkezett szavazat alapján Sailor Jupiter a tizenegyedik helyre esett vissza, Makoto pedig közvetlenül követte őt a tizenkettedik helyen. 1995-ben ötvenegy választható szereplő közül és 205 428 beérkezett szavazat alapján Sailor Jupiter a tizennyolcadik, Makoto a tizenkilencedik legnépszerűbb szereplő volt. 1996-ban 203 419 beérkezett szavazat alapján az ötvenegy választható szereplőre Makoto első alkalommal előzte meg Sailor Jupitert, bár ezzel együtt a huszonharmadik, Sailor Jupiter pedig a huszonhetedik helyre esett vissza.